# Lomen Company

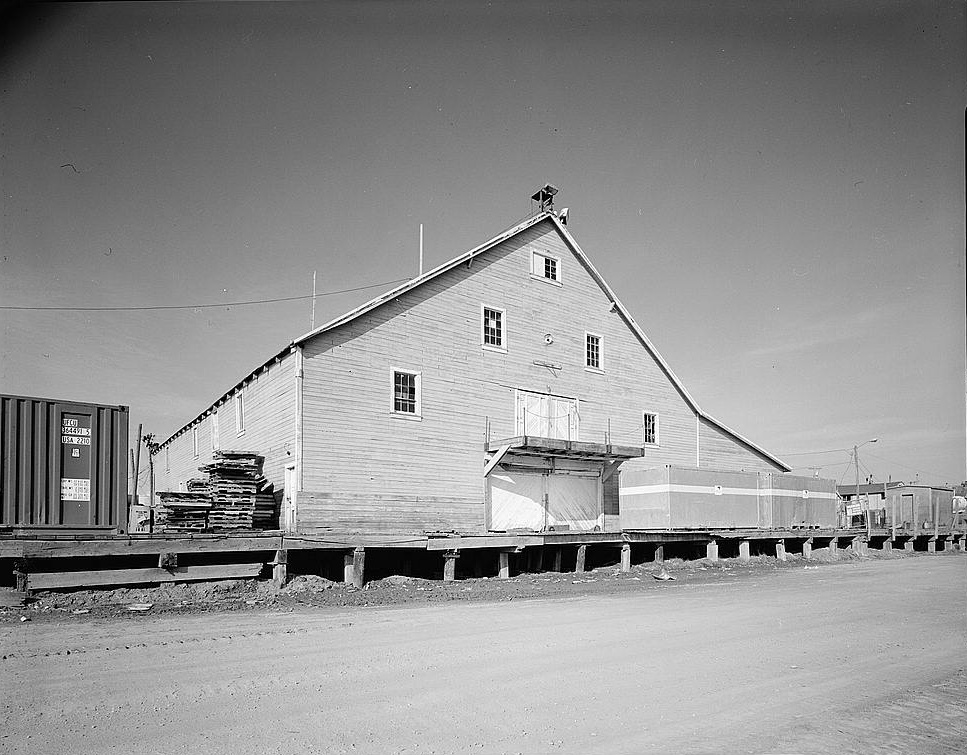
Un magatzem de Lomen Company a Nome, Alaska.

Lomen Company va ser una empresa estatunidenca del sector frigorífic, fundada el 1914 pels germans Carl i Alfred Lomen al llavors territori d'Alaska.

## Història
Els Lomen van invertir en la compravenda de ramats de rens i, entre 1920-1929, van muntar una gran estructura d'escorxadors i frigorífics. A més, van obtenir èxit en l'encreuament entre caribús i rens. Van passar llavors a dominar el mercat d'exportació de carn i cuir de ren per als Estats Units d'Amèrica i van fer inviable la competició pels petits productors inuit. Entre 1914 i 1929, els Lomen van adquirir 14.083 rens al cost total de 236.156,00 US$.
Al Nadal de 1926, en conjunt amb els magatzems Macy's, els Lomen van elaborar una enginyosa campanya de màrqueting per divulgar el seu producte principal: els rens. Santa Claus, en un trineu tirat per rens, va ser presentat en diverses ciutats estatunidencs (tals com Boston, San Francisco, Chicago i Seattle, entre d'altres). Els Lomen, a més, van falsificar cartes publicades en periòdics on nens demanaven la presència de Santa Claus i els seus rens. Va ser a partir d'aquí que el trineu tirat per rens va passar a ser més una de les tradicions associades al Nadal estatunidenc.
La Lomen Company, no obstant això, va començar a tenir problemes amb el lobby dels productors de bovíns, que van pressionar el Congrés perquè aquest imposés barreres a la promoció i venda de carn de ren. Abans que això ocorregués, el 1929, amb el Crack del 29, el mercat per als productes de Lomen va entrar en decadència. El cop final va ser donat a l'1 de setembre de 1937, quan el Reindeer Act transferí la possessió de totes les manades de rens d'Alaska al Bureau of Indian Affairs (i, per tant, a les mans dels inuits) pagant 3 o 4 dòlars per cap. El ramat dels Lomen va ser llavors adquirit pel govern estatunidenc per la suma bruta de 720.000,00 US$.
No va ser fins al 1997 que una decisió judicial va permetre que no-natius adquirissin ramats de rens a Alaska.